# تمرینی برای اجرا
تمرینی برای اجرا فیلمی به کارگردانی، نویسندگی و تهیه‌کنندگی محمدعلی سجادی محصول سال ۱۳۹۴ است.

## خلاصه داستان
یک کارگردان تئاتر تصمیم می‌گیرد تا با جمع کردن گروهی بتواند داستان سیاوش را از روی شاهنامه فردوسی بخوانند و تمرین کنند برای اجرا.

## بازیگران
- میکائیل شهرستانی
- مهدی میامی
- محمدعلی سجادی
- محمود راسخ‌فر
- محمد ساربان
- حسین فلاح
- آزاده موحد
- آوادارویت
- نیما لبخنده
- دانیال اسماعیل‌زاده
- نسیم میرزاده
- ماهور سجادی